# Tanzaniphanes parallelus
Tanzaniphanes parallelus är en skalbaggsart som beskrevs av Karl Adlbauer 2007. Tanzaniphanes parallelus ingår i släktet Tanzaniphanes och familjen långhorningar.
Artens utbredningsområde är Malawi. Inga underarter finns listade i Catalogue of Life.